# Râul Alceu
Râul Alceu este un curs de apă, afluent al râului Crișul Repede.

## Hărți
- Harta județului Bihor